# Gone (película de 2012)
Gone (conocida como Sin rastro en España y 12 horas en Hispanoamérica) es una película estadounidense de suspenso dirigida por Heitor Dhalia y protagonizada por Amanda Seyfried, Daniel Sunjata, Jennifer Carpenter, Sebastian Stan, Wes Bentley, Nick Searcy, Socratis Otto, Emily Wickersham y Michael Paré. Se estrenó el 3 de agosto de 2012.
La película nace de una idea de uno de los productores, Chris Salvaterra, que consistía en una chica enterrada en un agujero en el bosque y así fue como acudió al guionista Allison Burnett. Tiempo después, la película tuvo el visto bueno y Lakeshore Entertainment la llevó a cabo a través del director brasileño Heitor Dhalia.

## Sinopsis
Jill Conway (Amanda Seyfried) es una chica joven que, años atrás, logró escapar de un asesino que la había secuestrado. Al cabo de un año, al volver a casa de su hermana después de su trabajo nocturno, no la encuentra y piensa que se trata del mismo secuestrador. Acude a la policía pero ésta, por la constante insistencia de Jill sobre otros casos similares, no le hace caso y ella decide iniciar la investigación por cuenta propia.

## Reparto
- Amanda Seyfried como Jillian "Jill" Conway.
- Emily Wickersham como Molly Conway.
- Socratis Otto como Jim LaPointe (Digger).
- Michael Paré como Teniente Ray Bozeman.
- Daniel Sunjata como Sargento Powers.
- Wes Bentley como Detective Peter Hood.
- Katherine Moennig como Detective Erica Lonsdale.
- Jennifer Carpenter como Sharon Ames.
- Sebastian Stan como Billy.
- Jeanine Jackson como Mrs. Cermak.
- Nick Searcy como Mr. Miller.
- Ted Rooney como Henry Massey.
- Joel Moore como Nick Massey.
- Jordan Fry como Jock.
- Amy Lawhorn como Tanya Muslin.
- Hunter Parrish como Trey.
- Susan Hess como Dra. Mira Anders.